# Підгоренський район
Підгоренський район (рос. Подгоренский район) — адміністративна одиниця на південному заході Воронезької області Росії. Розташована на історичній території Східної Слобожанщини, зокрема Острогозького адміністративного полку.
Адміністративний центр — смт Підгоренський.

## Географія
Підгоренський район розташований в південно-західній частині Воронезької області, на правобережжі Дону. Протяжність його з півночі на південь складає — 49 км, зі сходу від ріки Дон до західних кордонів — 51 км. На півдні він межує з Розсошанським районом, на південному заході — з Ольховатським, на півночі і північному заході — з Каменським і на сході — з Павловським районами області.
Територія району розташована на Середньоруській височині. Ґрунт — переважають вапняки. У низинах глина і родючі чорноземні ґрунти. Територія порізана горбистими ділянками, з численними ярами. Площа району — 1580 км².
Основні річки — Суха Розсош (права притока Чорної Калитви)

## Економіка
Виробнича сфера району включає: 14 промислових підприємств, 67 сільськогосподарських, з них 53 — фермерських господарств, 2 — транспортних, 2 — будівельних. Основною економічною утворює райцентру є Підгоренський Цементний завод.